# يوهان الأول (كونت بالاتينات-تسفايبروكن)
يوهان الأول من تسفايبروكن (الملقب بـ الأعرج؛ الألمانية: Pfalzgraf Johann I von Zweibrücken؛ 8 مايو 1550 - 12 أغسطس 1604)؛ كان كونت بالاتينات ودوق تسفايبروكن خلال الفترة 1569-1604.
ولد في ميسنهايم، هو الابن الثاني لـ فولفغانغ كونت بالاتينات-تسفايبروكن وزوجته آنا ابنة فيليب الشهم لاندغراف هسن، في عام 1588 قام بتغيير دين الدولة من اللوثرية إلى الكالفينية، وتوفي في غيرمرسهايم عام 1604.

## الزواج والذرية
تزوج عام 1579 من الدوقة ماغدالينه من يوليش-كليفه-برغ ابنة الدوقة فيلهلم الغني، وكذلك هي شقيقة زوجة شقيقها الأكبر، وأنجبت له:
1. لودفيغ فيلهلم (28 نوفمبر 1580 - 26 مارس 1581)
2. ماريا إليزابيث (7 نوفمبر 1581 - 18 أغسطس 1637) ، تزوجت عام 1601 من غيورغ غوستاف كونت بالاتينات-فيلدنتس، لهم ذرية.
3. آنا ماغدالين (ولدت وتوفيت عام 1583)
4. يوهان الثاني من تسفايبروكن (26 مارس 1584 - 9 أغسطس 1635)
5. فريدريك كازيمير من تسفايبروكن-لاندسبرغ (10 يونيو 1585 - 30 سبتمبر 1645)
6. يوهان كازيمير من كليبورغ (20 أبريل 1589 - 18 يونيو 1652)؛ هو والد كارل العاشر غوستاف السويدي.
7. أماليا ياكوبا هنرييت (26 سبتمبر 1592 - 18 مايو 1655)؛ تزوجت عام 1638 من الكونت ياكوب فرانتس من بيستاكالدا.
8. إليزابيث دوروثيا (توفيت شابة عام 1593).
9. آنا كاتارينا (ولدت وتوفيت عام 1597)